# 3259 Браунлі
3259 Браунлі (3259 Brownlee) — астероїд головного поясу, відкритий 25 вересня 1984 року.
Тіссеранів параметр щодо Юпітера — 3,136.